# Ephesia diversa
Ephesia diversa là một loài bướm đêm trong họ Noctuidae.